# Laurent Truguet
Laurent Jean-François, comte de Truguet, né à Toulon le 10 janvier 1752 et mort dans cette même ville le 26 décembre 1839, est un officier de marine français des XVIIIe et XIXe siècles. Amiral de France, il est ministre de la Marine (1795–1797) et ambassadeur de France en Espagne (1797).

## Biographie

### Origines et famille
Laurent Jean-François Truguet naquit le 10 janvier 1752 à Toulon, dans la paroisse Sainte-Marie, et est baptisé le même jour. D'origine aristocratique récente, il était le fils de Jean-François Truguet (1709-1788), officier de marine, chef d'escadre et major général à Toulon, anobli par le roi Louis XV pour sa conduite lors de la bataille de Minorque, et de sa femme Anne Dorothée David (1724-1810). De cette union naquirent trois enfants :
- Thérèse Dorothée Truguet, elle épousa Joseph Jules François de Martineng, capitaine de vaisseau ;
- Laurent Truguet (1752-1839) ;
- Augustin Truguet (1753-1793), lui aussi officier de marine disparu en mer lors du naufrage de la frégate La Fine qu'il commandait en 1793 sur les côtes d'Amérique.

### La jeunesse jusqu'à la Révolution
Il entra dans les Gardes-marine en 1765 et devint « garde du pavillon » titre décerné aux meilleurs élèves de chaque promotion. Il navigua d'abord sur l'Hirondelle, commandé par Joseph Bernard de Chabert (Chabert-Cogolin) pour effectuer des relevés hydrographiques en Méditerranée orientale. En 1768 et 1769, il servit sur le Provence, puis l'Atalante, pour les deux campagnes de conquête de la Corse. En 1770 de nouveau sur le Provence, il participa au bombardement de Tunis et de Bizerte. En 1771 sur la Pléiade  et en 1772 sur la Chimère, il effectua des campagnes en Méditerranée et aux échelles du Levant en faisant la chasse aux pirates barbaresques. Il fut enseigne de vaisseau en avril 1772. Sur la corvette le Rossignol il effectua ensuite une campagne aux Antilles en 1774.
En 1776 il fit une nouvelle campagne de relevés hydrographiques en Méditerranée aux côtés de Chabert Cogolin, campagne lors de laquelle il se lia d'amitié avec Choiseul-Gouffier, passager sur l'Atalante, voyageant à la découverte des ruines de la Grèce antique et à la recherche des vestiges de Troie.

#### Guerre d'indépendance américaine
Lors de la guerre d'Amérique, il effectua sur l'Hector toute la campagne de l'escadre du comte d'Estaing et participa à ses différents combats, notamment la prise de Sainte-Lucie à laquelle il servit en tant que lieutenant de grenadier, la bataille de la Grenade, et enfin au siège de Savannah au cours duquel il sauve la vie de l'amiral d'Estaing blessé. Il en fut récompensé par la décoration de chevalier de l'ordre de Saint-Louis.
Lieutenant de vaisseau, il fit ensuite la campagne de l'escadre de Grasse sur le Languedoc, puis le Palmier et de nouveau le Languedoc : bataille de la Chesapeake, aux  combats de Saint-Christophe (Saint-Kitts) il fut sérieusement blessé, et enfin bataille des Saintes où il fut de nouveau blessé. Il revint en France sur le Citoyen.

### Constantinople et le Levant
Major de vaisseau en 1784, il prit part aux travaux de coopération militaire engagés par M. Choiseul-Gouffier, ambassadeur à Constantinople, travaux qui visaient à instruire les Turcs dans l'art des fortifications, de l'artillerie, de la fonderie, de la construction des vaisseaux, etc. Entre autres activités, Truguet commandait un brick, le Tarleton, que l'ambassadeur utilisait pour promener ses hôtes de marque. Il effectua des repérages et relevés cartographiques de la côte turque et de diverses îles grecques. C'est à bord de ce navire qu'Achille Tondu, le jeune astronome de l'Observatoire de Paris détaché par Jean-Dominique Cassini et Méchain auprès de l'ambassadeur, réalisa le relevé complet des côtes des Dardanelles en 1785 et du nord de la Troade début 1786. Truguet rédigea en 1787 à Constantinople, un Traité de marine qui fut traduit en turc pour la formation des officiers de l'Empire ottoman. Choiseul Gouffier lui confia aussi une mission diplomatique secrète en Égypte où il conclut des traités avec différents beys, permettant le transit et la protection des marchandises françaises entre Alexandrie et Suez. Toutefois l'hostilité de la Compagnie des Indes soucieuse de préserver son monopole empêcha leur mise en œuvre.

### Sous la Révolution

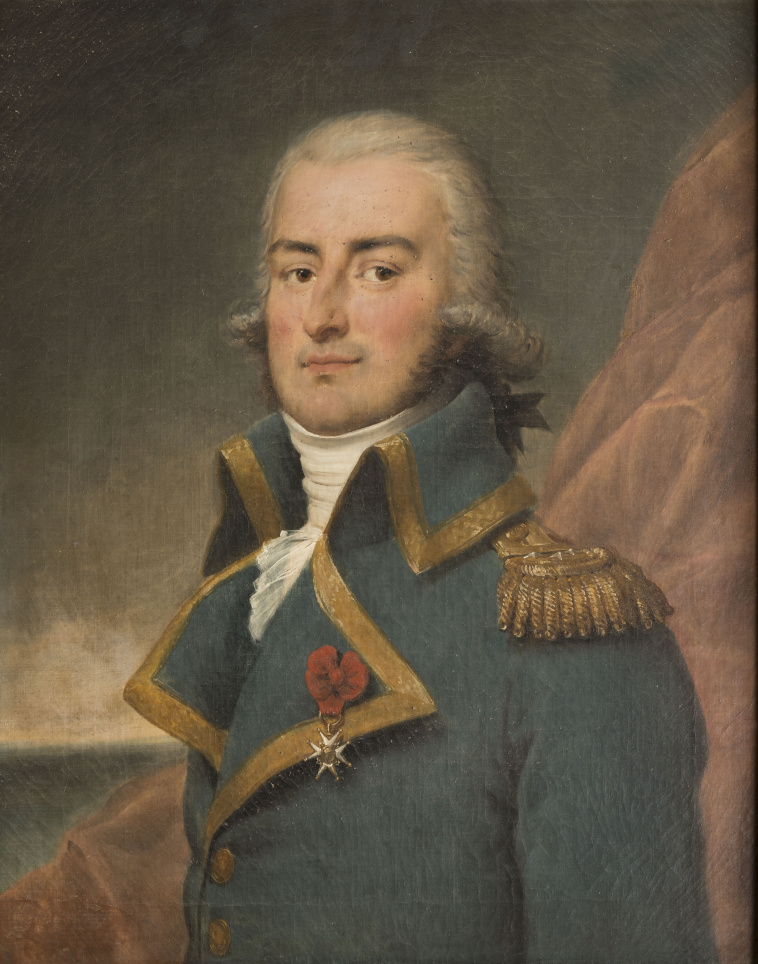
Laurent Truguet en uniforme de capitaine de vaisseau, 1792. Huile sur toile de Paulin Guérin.

De retour en France en 1789, il fut envoyé à Brest en 1790 pour y prendre le commandement de la frégate la Fine destinée à une mission que les événements empêchèrent. Il fit alors un voyage en Grande-Bretagne pour étudier l'organisation de la Royal Navy et de l'Amirauté. Capitaine de vaisseau le 1er janvier 1792, il fut élevé le 1er juillet suivant au grade de contre-amiral, et reçut le commandement des forces navales de la Méditerranée avec pavillon sur le vaisseau le Tonnant. Il participa à la prise de Nice et de Villefranche.  Commandant une large escadre composée de vaisseaux de Toulon mais aussi de Brest, Lorient et Rochefort, il bombarda Oneille considérée comme un repaire de corsaires sardes et réduisit la ville en cendres. Il fut chargé cette même année de commander une expédition à la conquête de l'île de Sardaigne. il bombarda Cagliari avec son escadre en janvier 1793 pendant trois jours, mais une insurrection éclata parmi les troupes de débarquement, essentiellement des volontaires marseillais peu aguerris aux ordres du général Raphaël de Casabianca. Il dut renoncer à l'opération et rembarqua les troupes.
Passant par la Corse, il fut reçu par la famille Bonaparte et noua un début d'idylle avec Elisa Bonaparte, sœur du futur Empereur. Il garda toujours des relations proches de la famille de Napoléon. De retour à Toulon en mars 1793, il se rendit à Paris et travailla au ministère de la marine tout en étant toujours le commandant officiel de l'escadre de la Méditerranée. il obtint l'adoption d'un Code pénal maritime destiné à prévenir insurrections et mutineries mais qui provoqua bien des remous dans les ports.
Chargé des affaires de Toulon à l'été 1793, il se soucie peu des événements toulonnais. C'est le contre-amiral, nouvellement nommé, Jean Honoré de Trogoff qui devra gérer le chaos dans Toulon et sur le port. Truguet vit son histoire d'amour avec la soeur de Bonaparte et Trogoff est fait prisonnier par les sections royalistes pendant quelques jours, c'est son adjoint Saint-Julien qui négociera la reddition de Toulon. Plusieurs dizaines de vaisseaux sont saisis par la Royal Navy. Trogoff est relâché. Menacés de tiédeur Dalbarade, Truguet, Carteaux chargent Trogoff qui ne pourra pas se défendre mort de déshonneur devant la citadelle de Portoferrajo (Ile d'Elbe) - Sources correspondance retrouvée de l'Amiral Hood via son descendant, avocat, en 2023.
Après avoir publié dans le Moniteur plusieurs lettres ouvertes dans lesquelles il critiquait vivement la politique maritime du Comité de salut public, Il fut destitué et emprisonné sur le fondement de la loi des suspects. Il fut libéré le 9 Thermidor an II(27 juillet 1794).
Soutenu par Barras, Il fut promu vice-amiral et ministre de la Marine du Directoire de novembre 1795 à juillet 1797. Pendant ses deux années de ministère, il rétablit la discipline et un peu d'ordre dans les ports et arsenaux ; il rappela des anciens officiers écartés par les événements politiques. Sur pression du général Hoche, il présenta au Directoire le projet d'expédition d'Irlande, avec Morard de Galles comme commandant des forces maritimes. Cette opération fut un fiasco complet. Il organisa et envoya dans l'océan Indien la division de frégates sous les ordres de Sercey.
Il s'efforça de faire respecter dans les colonies le décret d'abolition de l'esclavage de 1794, appuya la création d'un collège destiné aux enfants noirs et métis près de Paris ; ce collège accueillit notamment les fils de Toussaint Louverture. Il sera fermé par Decrès en 1802. Ses prises de position anti-esclavagistes lui valurent d'être la cible d'attaques violentes de la part du parti colonial.
Truguet prit aussi l'initiative de faire rédiger un nouveau règlement de tactique navale qui sera adopté en l'an V(1797). Il rompait avec les conceptions exclusivement défensive du règlement de 1769 de Morogues. Il officialisait et systématisait la constitution d'une escadre légère d'attaque au sein de chaque flotte. Ce règlement fut complété par celui de l'an IX que Truguet inspira aussi.
Lors du remaniement ministériel qui précéda le coup d'État du 18 fructidor an V (4 septembre 1797), il fut remplacé par Georges-René Pléville Le Pelley.
Il avait maintenu une correspondance assez suivie avec Bonaparte dont il admirait les succès en Italie. Lorsque le général envisagea une expédition vers l'Angleterre, il demanda que Truguet en commande les forces navales mais l'idée de l'expédition fut vite abandonnée.
Il fut nommé ambassadeur de France en Espagne où il intervint dans la politique du pays, contre l'inquisition, contre l'asile accordé à de nombreux Français émigrés, et pour obtenir un engagement plus fort aux côtés de la France contre l'Angleterre. Il fut pourtant déclaré émigré sous prétexte de n'être pas rentré assez rapidement en France à la fin de ses fonctions. En fait, Talleyrand, ministre des affaires étrangères dont Truguet avait contré certaines malversations en Espagne, utilisa ce moyen pour l'écarter de la scène politique. Exilé en République batave, il y resta neuf mois.

### Sous le Consulat
Dans les jours qui suivirent le coup d'État de Brumaire, Napoléon Bonaparte lui offrit le ministère de la Marine, qu'il refusa, mais il rédigea quatre rapports pour le Premier Consul proposant une réorganisation de la marine mais surtout prenant fortement position contre la re-légalisation de l'esclavage au nom de ses solides convictions républicaines: il considérait l'égalité comme un acquis fondamental. Il fut probablement le seul officiel à le faire et à oser s'opposer à Bonaparte sur ce point.
Nommé au Conseiller d'État, il eut nombre d'altercations avec le Premier Consul sur le thème de la politique coloniale et de l'esclavage, mais aussi au sujet de la création de l'ordre de la Légion d'honneur qu'il qualifia de « hochet dérisoire. »
En 1802 il reçut le commandement de l'armée navale combinée, réunie à Cadix, avec le titre d'amiral en chef. À son pavillon amiral devaient se rallier les escadres de Linois, de Gantheaume et de Bedout. La paix d'Amiens ramena l'amiral à Paris.

### L'Empire
À la reprise de la guerre, Bonaparte confia à Truguet l'organisation et le commandement de l'armée navale de Brest avec pavillon sur l'Alexandre, puis le Vengeur. En 1804, tout en faisant consciencieusement signer une pétition « spontanée » à toute sa flotte, à l'image de ce qui se faisait alors dans toute l'armée, pour demander une couronne impériale pour Bonaparte, Truguet prit position contre l'établissement de l'Empire dans une lettre adressée au futur Empereur. Ceci lui valut alors cinq ans de disgrâce sévère, avec perte de tous ses titres, déchéance de la légion d'honneur et « exil à Rouen. »
En 1809 l'Empereur l'appela toutefois à la préfecture maritime de Rochefort après la révocation de l'amiral Pierre Martin qui s'était désolidarisé du conseil de guerre ayant jugé des capitaines après le désastre de l'attaque des brûlots britanniques dans la rade de l'île d'Aix. L'année suivante, Napoléon le nomma préfet maritime de la Hollande. En 1813, Truguet fut l'un des derniers à quitter le poste qui lui avait été confié mais trahi, il fut fait prisonnier par un parti de cosaques.

### Sous la Monarchie

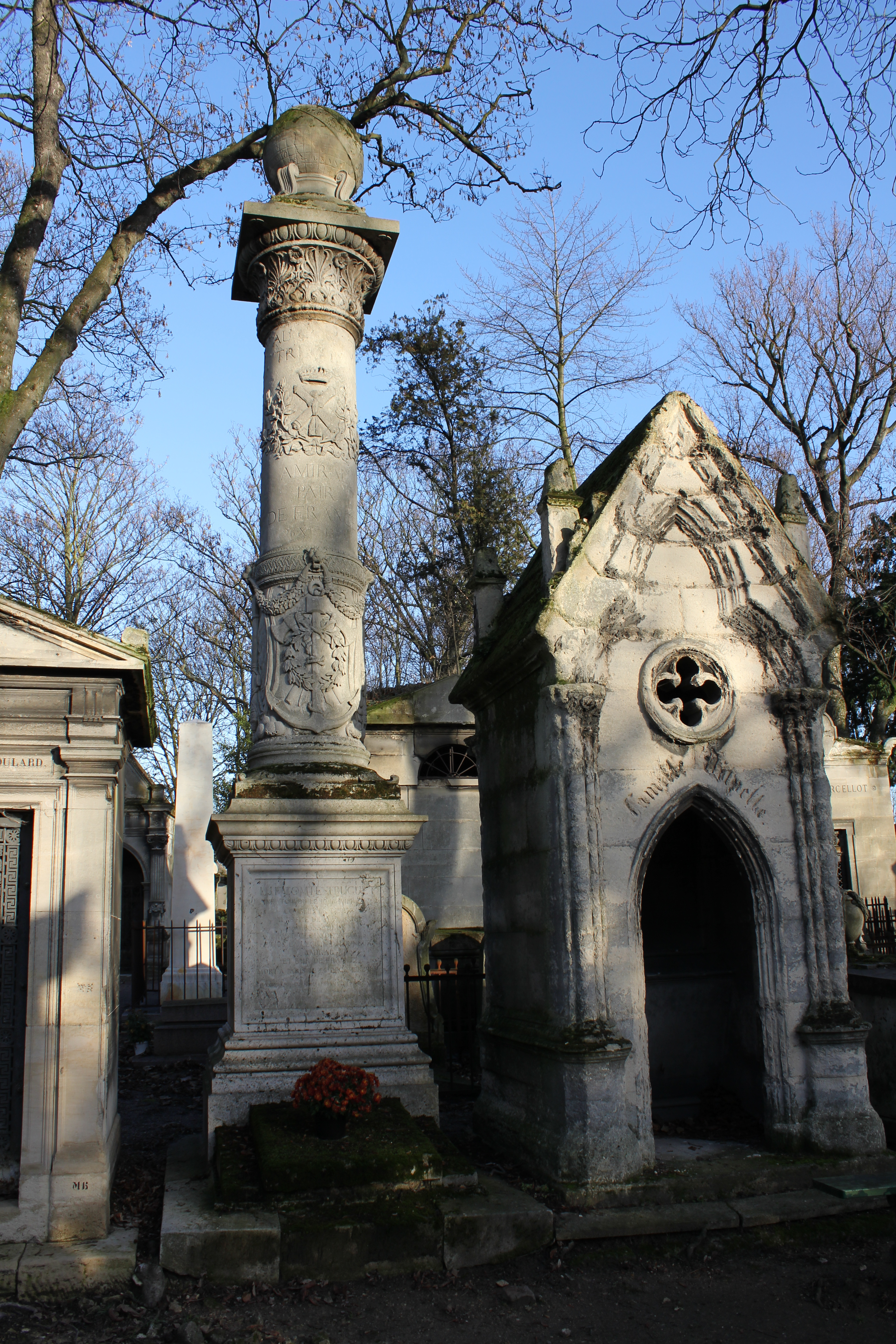
Tombe de l'amiral Truguet au cimetière du Père-Lachaise

Louis XVIII le rétablit en activité de service à la tête du corps de la marine : il était depuis 1810 le vice-amiral le plus ancien. Il le créa grand-croix de la Légion d'honneur. Pendant les Cent-Jours, il ne reçut de Napoléon ni mission, ni faveurs.
À la seconde Restauration, il fut chargé du commandement supérieur, rang de préfet maritime de Brest, et reçut l'ordre de préserver l'arsenal de cette ville et l'escadre de l'occupation des troupes étrangères qui s'en approchaient. Il y réussit, et en récompense, Louis XVIII lui conféra la dignité de grand-croix de Saint-Louis, le titre de comte, celui de pair de France le 5 mai 1819.
À la suite de la révolution de Juillet, Truguet fut élevé à la plus haute dignité de la marine, celle d'amiral de France, titre équivalent à celui de maréchal de France.
Il est mort en 1839, âgé de 87 ans. Il est enterré au cimetière du Père-Lachaise à Paris, division 40.
Son nom est inscrit sur l'Arc de Triomphe

### Sources et bibliographie
- « Laurent Truguet », dans Adolphe Robert et Gaston Cougny, Dictionnaire des parlementaires français, Edgar Bourloton, 1889-1891 [détail de l’édition]
- « Laurent Truguet », dans Charles Mullié, Biographie des célébrités militaires des armées de terre et de mer de 1789 à 1850, 1852 [détail de l’édition]
- Hubert Granier, Marins de France au combat 1793 - 1815
- Georges Six, Dictionnaire biographique des généraux et amiraux de la Révolution et de l'Empire
- Auguste Thomazi, Les Marins de Napoléon
- dossier Laurent Truguet SHD Mar. CC7